# Liste der Wahlkampfslogans aus den deutschen Bundestagswahlkämpfen
Diese Liste der Wahlkampfslogans aus den deutschen Bundestagswahlkämpfen verzeichnet die Wahlkampfslogans der wichtigsten Parteien bei den Bundestagswahlkämpfen seit 1949.

## 1949
CDU
- „Das ganze Deutschland soll es sein“
- „Zum ungeteilten Deutschland durch die CDU“
- „Freiheit – Gerechtigkeit – Frieden“
- „1947 – Hunger! Not! Elend! 1949 – Vorwärts! Aufwärts! Der Erfolg der CDU“
- „Millionen Christen wählen CDU“
- „Wer nicht wählt, wählt kommunistisch und damit seinen und seines Volkes Untergang“

CSU
- „Und wieder CSU – Denn: Es soll noch besser werden“

FDP
- „Für ein freies Deutschland in einem neuen Europa“
- „Gleichstellung in Preis und Lohn für das Landvolk FDP“
- „Kriegsopfer! Heimatvertriebene Bombengeschädigte, was taten CDU und SPD als Regierende bisher für Euch? Gebt ihnen die Antwort – wählt FDP“

SPD
- Gesunder Wettbewerb durch Sozialisierung – SPD
- Nun erst recht: Sozialisierung! SPD
- Für Frieden, Freiheit, Sozialismus

## 1953
CDU
- Alle Wege des Marxismus führen nach Moskau! Darum CDU
- In Frieden für alle das tägliche Brot – CDU
- Für Dich Bauer – CDU Adenauer

CSU
- Wir wählen wieder CSU

FDP
- Wählt die FDP, dann wählt ihr Deutschland
- Mir geht ein Licht auf, ich wähle FDP
- Weiter vorwärts FDP, mit Blücher für Deutschlands Aufstieg

SPD
- Prof. Erhard – CDU ruiniert die Wirtschaft!
- Wer SPD wählt, wählt den Aufbau!
- Wähle links, wo das Herz schlägt! Wähle Sozialdemokraten!
- Friede und Sicherheit durch Verständigung – nicht Kriegsgefahr durch Wettrüsten!
- Überführung der Grundstoffindustrie in Gemeineigentum – nicht Herrschaft der Manager und Großaktionäre
- Ollenhauer statt Adenauer

## 1957
CDU
- Denkt an Ungarn: Seid wachsam! CDU
- Keine Experimente – CDU
- Wohlstand für alle – CDU Ludwig Erhard

CSU
- Laßt uns weiterbauen Adenauer CSU
- Es kommt nichts Besseres nach – Darum wieder CSU Liste 1

FDP
- Laßt Euch nicht auf den Arm nehmen! Deshalb FDP – Auf die kommt’s an
- Bürger! Dir hilft nur eine starke FDP
- Steuerzahler! Weniger Staatsausgaben. Weniger Steuern. Wählt FDP

SPD
- Fort mit der Wehrpflicht Raus aus der NATO Schluß mit der Profit-Preis-Spirale – Deshalb SPD
- Mehr Wohnungen statt Kasernen – Darum SPD

## 1961
CDU
- Auch morgen sicher leben – CDU
- Auch morgen in Freiheit leben – CDU
- Auch morgen keine Experimente – CDU
- Erfolg und Erfahrung – CDU

CSU
- Freiheit, Sicherheit, Wohlstand. Der Weg für uns alle – CSU

FDP
- Ein modernes Volk braucht eine Politik des Fortschritts
- Ein gesundes Volk braucht die gesunde Mitte
- Erich Mende: Ein freies Volk braucht freie Demokraten – FDP
- Wer weiter denkt, wählt FDP

SPD
- Hand in Hand – gemeinsam geht es besser!
- Wir sind eine Familie – SPD
- Der Wohlstand ist für alle da! SPD
- Deutschland braucht eine neue Regierung, die alle fähigen Köpfe unseres Volkes zusammenführt – Darum muß Willy Brandt Bundeskanzler werden! SPD

## 1965
CDU
- Es geht um Deutschland – CDU
- Unsere Sicherheit – CDU
- CDU In Bund und Land – erprobt und anerkannt

CSU
- Es geht um Dich und Deutschland – CSU

FDP
- Neue Wege wagen, darum FDP
- Nie wieder Alleinherrschaft einer Partei! FDP – nötiger denn je

SPD
- Sicher ist sicher – SPD!
- Neue Besen kehren gut – SPD
- Die Zeit ist reif für eine Wachablösung – SPD

## 1969
CDU
- Sicher in die 70er Jahre – CDU
- Unsere Zukunft in guter Hand – CDU
- CDU – Auf den Kanzler kommt es an

CSU
- CSU – modern denken, entschlossen handeln, besser leben

FDP
- F.D.P. Wir schaffen die alten Zöpfe ab
- F.D.P. Die treibende Kraft

SPD
- SPD – die beste Zukunft, die Sie wählen können
- Wir schaffen das moderne Deutschland SPD
- Wir haben die richtigen Männer
- Damit Sie auch morgen in Frieden leben können. SPD

## 1972
CDU
- Wir bauen den Fortschritt auf Stabilität – CDU
- Moskau wählt Brandt .... und Sie?

CSU
- Wir brauchen wieder Stabilität und Vernunft – deshalb CSU

FDP
- Vorfahrt für die Vernunft – F.D.P.

SPD
- Willy Brandt muß Kanzler bleiben! Deshalb SPD Sozialdemokraten
- Deutsche, wir können stolz sein auf unser Land – Wählt Willy Brandt – SPD Sozialdemokraten
- Wer morgen sicher leben will, muß heute für Reformen kämpfen – SPD

## 1976
CDU
- Aus Liebe zu Deutschland: Freiheit statt Sozialismus
- CDU – sicher, sozial und frei
- Black is beautiful – CDU
- Komm aus Deiner linken Ecke – CDU: sozial, sicher und frei
- Helmut Kohl – der Mann, dem man vertrauen kann

CSU
- Auf Strauß vertrauen – Strauß wählen – CSU

FDP
- Leistung wählen F.D.P. Die Liberalen
- Hans Dietrich Genscher – Freiheit, Fortschritt, Leistung

SPD
- Zieh mit: Wähl' Schmidt – SPD
- Modell Deutschland – Freiheit – Sicherheit – Soziale Demokratie
- Weiterarbeiten am Modell Deutschland – Sozialdemokraten

## 1980
CDU
- Franz Josef Strauß – Kanzler für Frieden und Freiheit
- CDU sicher sozial und frei
- Mit Optimismus gegen Sozialismus
- Den Sozialismus stoppen – CDU wählen

CSU
- Damit ein Bayer Kanzler wird – CSU
- Endstation Volksfront Es ist Zeit für einen Wechsel: Strauß muß Kanzler werden – CSU

FDP
- Diesmal geht’s ums Ganze – diesmal F.D.P. die Liberalen
- Unser Land soll auch morgen liberal sein

SPD
- Sicherheit für Deutschland – SPD
- Bundeskanzler Helmut Schmidt: Sie können etwas für Ihr Land tun. Geben Sie Ihre Stimme meiner Partei – SPD

## 1983
CDU
- Dieser Kanzler schafft Vertrauen
- Jetzt den Aufschwung wählen – CDU

FDP
- Deutschland braucht die F.D.P. Die F.D.P. braucht ihre Zweitstimme.

Die Grünen
- Tag für Tag stirbt ein Stück Natur. Die Industrie macht Kasse
- Wir haben die Erde von unseren Kindern nur geborgt.

SPD
- Im deutschen Interesse – SPD
- Der bessere Mann muß Kanzler werden – Hans Jochen Vogel – SPD

## 1987
CDU
- Weiter so, Deutschland. CDU – die Zukunft
- Wir sind auf einem guten Weg. Deshalb: Weiter so, Deutschland. CDU – die Zukunft
- Stop – Deutschland darf nicht Rot-Grün werden – CDU

CSU
- Einigkeit und Recht und Freiheit für das deutsche Vaterland – CSU. Konsequent für Deutschland

FDP
- F.D.P. Die Liberalen – Zukunft durch Leistung

Grüne
- Grün bricht durch

SPD
- Den besten für Deutschland: Johannes Rau
- Damit der Friede sicher bleibt und deutsche Interessen zählen – SPD
- SPD – Mehrheit für mehr Arbeitsplätze
- Damit unsere Kinder leben können: Umweltsünder hart packen – SPD
- Statt Krieg der Sterne Frieden auf Erden – SPD

## 1990
CDU
- Kanzler für Deutschland
- Freiheit – Wohlstand – Sicherheit
- Gemeinsam schaffen wir es

CSU
- Entscheidung für Deutschland – CSU

FDP
- Genscher wählen – F.D.P. wählen. Die Liberalen

Die Grünen
- Alle reden von Deutschland. Wir reden vom Wetter. Für ein besseres Klima[2] (Die Grünen)
- Ohne uns wird alles schwarz rot gold. (Die Grünen)[3]

PDS
- Für die Schwachen eine starke Opposition

SPD
- Der neue Weg SPD – sozial, ökologisch, wirtschaftlich stark (West)
- Der neue Weg SPD – sichere Arbeitsplätze, saubere Luft, wirtschaftlich stark (Ost)
- Stimmen für Oskar

## 1994
CDU
- Damit es weiter aufwärts geht – CDU
- Es geht um Deutschland – CDU
- Politik ohne Bart – Sicher in die Zukunft – CDU
- Auf in die Zukunft – aber nicht auf roten Socken

CSU
- Damit Deutschland stabil bleibt – Am 16. Oktober CSU wählen

FDP
- Zukunft wagen – Liberal wählen – F.D.P. Die Liberalen

Bündnis 90/Die Grünen
- Solidarität statt Ellenbogen – Nur mit uns

PDS
- Veränderung beginnt mit Opposition

SPD
- Freu Dich auf den Wechsel, Deutschland – SPD
- Gemeinsam sind wir stark – SPD

## 1998
CSU
- „Anpacken für den Aufschwung“
- „Ihre Zweitstimme entscheidet CSU“
- „In Deutschland bewegt sich was“
- „Macht Bayern stark in Deutschland“
- „Mit Bayern gewinnt Deutschland“
- „Offensiv ins neue Jahrhundert“
- „Schön in Bayern zu leben. Sicherheit ist Lebensqualität“
- „Schröder-Land ist abgebrannt...Deutschland verdient Besseres!“
- „SPD: Politik gegen Deutschland. CSU: Politik für Bayern!“
- „Theo Waigel macht Bayern stark in Deutschland, in Europa, in der Welt“
- „Ticket ins rot/grüne Chaos“
- „Vorsicht Falle: Falscher Fünfziger im Umlauf!“
- „Weltklasse für Deutschland CSU“
- „Wer Rot wählt, bekommt Die Grünen“

## 2002
CDU
- „Kompetenz für Deutschland“
- „Gemeinsam für Deutschland“
- „Aufschwung beginnt mit den Köpfen“

CSU
- „Anpacken für den Aufschwung“

FDP
- „Wählen Sie Optimismus.“
- „Die Zeit ist reif.“

GRÜNE
- „Grün wirkt“

PDS
- „Arbeit soll das Land regieren.“
- „Frieden kostet Mut, Kriege kosten Leben.“
- „Macht den Osten stark.“
- „Die menschliche Antwort auf den Krieg ist nicht Krieg, sondern Frieden.“
- „NPD/DVU/REPs – den Nazis werden wir nicht weichen.“

SPD
- „Arbeit gerecht verteilen. Das ist die Politik der Mitte.“
- „Familien fördern und entlasten. Das ist die Politik der Mitte.“
- „Forschung und Wissenschaft stärken“

(Quelle:)

## 2005
CDU
- „Besser für unser Land.“
- „Deutschland braucht den Wechsel.“

CSU
- „Zeit für den Wechsel.“
- „Gemeinsam für Arbeit und Wachstum“

SPD
- „Vertrauen in Deutschland.“
- „Für die Bürgerversicherung. Gegen die Kopfpauschale.“
- „Für Chancengleichheit. Gegen Studiengebühren.“
- „Für moderne Familienpolitik. Gegen den Rückschritt.“
- „Für den Atomausstieg. Gegen neue Atomkraftwerke.“
- „Für faire Löhne. Gegen Lohndumping.“
- „Für den Kündigungsschutz. Gegen die Willkür.“
- „Für sozialen Fortschritt. Gegen sozialen Kahlschlag.“
- „Für den Frieden. Gegen blinde Gefolgschaft.“

FDP
- „Mehr FDP, mehr Bildung.“
- „Mehr FDP, mehr Toleranz.“
- „Mehr FDP, weniger Bürokratie.“
- „Mehr FDP, mehr Forschung.“
- „Mehr FDP, mehr Arbeitsplätze.“
- „Mehr FDP, weniger Steuern.“

Bündnis 90/Die Grünen
- „MACH MIT!“
- „JA! Merkel, lass uns in Frieden“
- „JA zu Grün“
- „Nein zu Merkels neuen Atomplänen. Deshalb braucht es starke Grüne.“

Die Linkspartei.PDS
- „Dem Trübsinn ein Ende.“
- „100 % für den Osten“
- „Lohnarbeit ja, Billigjobs nein.“

(Quelle:)

## 2009
CDU
- „Die Mitte.“

CSU
- „Näher am Menschen.“

SPD
- „Anpacken. Für unser Land.“

FDP
- „Die Mitte stärken!“

Bündnis 90/Die Grünen
- „Aus der Krise hilft nur Grün.“

Die Linke
- „Hier und in Europa.“

(Quelle:)

## 2013
CDU
- „Gemeinsam erfolgreich.“

CSU
- „Bayern. Stark in Berlin.“

SPD
- „Das Wir entscheidet.“

FDP
- „Nur mit uns.“

Bündnis 90/Die Grünen
- „Und Du?“

Die Linke
- „100 % sozial.“

(Quelle:)

## 2017
CDU
- „Für ein Deutschland, in dem wir gut und gerne leben.“

SPD
- „Zeit für mehr Gerechtigkeit“

FDP
- „Denken wir neu!“

Bündnis 90/Die Grünen
- „Zukunft wird aus Mut gemacht“

Die Linke
- „Sozial. Gerecht. Für alle.“

AfD
- „Trau dich, Deutschland!.“

(Quelle:)

## 2021
CDU
- Deutschland gemeinsam machen

CSU
- „Damit Bayern in Deutschland stark bleibt“

SPD
- „SPD – Scholz packt das an“.

FDP
- „Nie gab es mehr zu tun“[9]

Bündnis 90/Die Grünen
- „Bereit, weil Ihr es seid“

Die Linke
- „Macht das Land gerecht. Jetzt.“

AfD
- „Deutschland. Aber normal.“

Freie Wähler
- „Stabilität, Sicherheit, Freiheit: Die Kraft der Mitte“.

(Quelle:)

## 2025
CDU
- Für ein Land, auf das wir wieder stolz sein können.

CSU
- Zeit, dass sich was ändert.

SPD
- Mehr für dich. Besser für Deutschland.

AfD
- Zeit für Deutschland.

Bündnis 90/Die Grünen
- Zuversicht.

FDP
- Bürokratie runter. Netto rauf.

Die Linke
- Alle wollen regieren. Wir wollen verändern.

BSW
- Unser Land wünscht sich Frieden.